# Rovereto (Alessandria)
Rovereto, o Borgo Rovereto, cuore del centro storico della città di Alessandria e posto sulla sponda destra del Tanaro, appartenne in origine alla diocesi di Pavia e fu uno degli otto insediamenti che contribuirono alla fondazione della città di Alessandria nella seconda metà del XII secolo.

## Storia

### Origini
Gli storici sono unanimi nel considerare che Rovereto esistesse già prima della fondazione di Alessandria, come borgo fortificato con castello ed edifici religiosi e, probabilmente, con un reticolo derivato da una più antica sedimentazione di epoca romana, presumibilmente alto imperiale. Un ponte su barche collegava Rovereto al prospiciente borgo di Bergoglio, sull’altra riva del Tanaro.

### IX secolo
Risalgono al IX secolo le prime fonti documentate dell'esistenza degli insediamenti che formeranno poi Alessandria.

### X secolo
Il castello di Rovereto aveva due torri ed era circondato da un gruppo di case, che costituivano un tipico borgo alto medievale. Pare che il nome di Rovereto derivasse dai numerosi boschi di rovere (quercia) che circondavano il Borgo. Accanto ad esso sorgeva, e sorge ancora, una bellissima chiesa: la primitiva Santa Maria di Castello, di cui rimangono le fondazioni sotto all'attuale, a partire dall'VIII secolo.

#### Fondazione della città di Alessandria
Nata la città di Alessandria, Palea, Rovereto, oltre alla designazione generica, abbastanza frequente, di civitas nova o nova civitas, ed alla più rara designazione di urbs nova (La doppia fondazione di Alessandria (1168, 1183), p. 15). Essa si fondò in un primo momento dall'unione demica di Gamondium (Gamondio), Marenghum (Marengo) e Bergolium. Questo si evince nel testo dei reclami contro Cremona del 1184 dell'imperatore Federico ove indica i promotori ed autori della fondazione della nuova città: "de tribus locis, Gamunde vicelicet et Meringin et Burgul". Non è descritto il nome del luogo dell'incontro, anche se pare già indicato con una certa precisione nella specificazione del sito sul Tanaro dove il trasferimento fu più breve: Bergoglio.
Ai tre luoghi citati si aggiunsero in seguito (Rovereto), Solerium (Solero), Forum (Villa del Foro), Vuilije (Oviglio) e Quargnentum (Quargnento). In questo le popolazioni furono supportate, economicamente, dalla "Superba" e dai comuni della Lega Lombarda in contrasto con il marchesato del Monferrato, principale alleato di Federico Barbarossa.
La data ufficiale di fondazione di Alessandria è il 3 maggio 1168, anche se in quel momento ha già raggiunto una configurazione topografica, urbanistica ed amministrativa definita. Il nome "Alessandria", confermato in seguito, sarà assunto in onore di Papa Alessandro III, ampio sostenitore delle azioni della Lega Lombarda contro il Sacro Romano Impero e che aveva scomunicato Federico Barbarossa.

### XVIII secolo
La mappa di seguito rappresenta le particelle catastali di Borgo Rovereto rilevate dai misuratori sabaudi nel 1763. Gli isolati medievali prospicienti il fiume vennero demoliti in parte dal governo francese tra il 1808 e il 1809 e in parte intorno al 1832 per ordine del Re Carlo Alberto che volle realizzare una fortificazione a difesa del ponte.
Legenda
1. Chiesa di Santa Maria di Castello

2. Chiesa della Beata Maria Vergine del Monserrato

3 Confraternita di Santa Croce

4 Chiesa di San Siro

5 Chiesa di San Sebastiano

6 Santa Maria di Betlemme

7 Chiesa e collegio di Sant'Ignazio

8 Chiesa di Santo Stefano

9 Chiesa della Beata Maria Vergine Assunta

10 Chiesa di Santa Lucia

11 Chiesa di Santa Maria del Carmine 

12 Confraternita della Santissima Annunziata

1 Sinagoga

A La Rocchetta

B Broletto

Le chiese 3, 4, 5, 6 e 12 sono state demolite tra il XIX e il XX secolo, la Chiesa e il collegio di Sant'Ignazio retto dalla Compagnia di Gesù non esistono più, gli immobili sono stati riconvertiti in abitazioni civili.

### Esplicative
1. ↑  Castrum Roboreti era già una curtis regia nell'VIII secolo.
2. ↑  Durante gli scavi archeologici degli anni '70 del XX secolo sono state rinvenute due differenti stratificazioni rispettivamente di due chiese, una preromanica dell'VIII secolo con un solo abside, una seconda del X-XI secolo munita di tre distinti absidi.
3. ↑  Nei primi vent'anni della sua storia la città presenta nelle fonti quattro diverse denominazioni: Alessandria, Cesarea, Palea, Rovereto, oltre alla designazione generica, abbastanza frequente, di civitas nova o nova civitas, ed alla più rara designazione di urbs nova, (La doppia fondazione di Alessandria (1168, 1183), p. 15). Il Ghilini nei suoi Annali di Alessandria, p. 2-1168/1 vuole erroneamente che la nascita della città sia avvenuta il 22 aprile 1168, e cioè lo stesso giorno della fondazione di Roma: « [...] пеl qual giorno Romolo diede principio alla fabrica della Città di Roma [...]». Il Ghilini commette più di un errore: la fondazione di Roma è ufficialmente fissata il 21 aprile, e - in realtà - il nome Cesarea venne imposto dall'imperatore nella Reconciliatio Cæsareæ del 1183 (Monumenta Germaniæ Historica, pp. 181-182), che ben presto venne abbandonato dagli stessi abitanti come un elemento estraneo alla loro coscienza ed individualità collettiva, (La doppia fondazione di Alessandria (1168, 1183), p. 15).

### Bibliografiche
1. ↑  Dalla Pieve alla Cattedrale, p. 25.
2. ↑  Codex Statutorum, p. 439.
3. ↑  Annali di Alessandria, p. 2-1168/1.
4. ↑  La doppia fondazione di Alessandria (1168, 1183), p. 14.